# Saint-Nicolas-de-la-Taille
Saint-Nicolas-de-la-Taille là một xã thuộc tỉnh Seine-Maritime trong vùng Normandie miền bắc nước Pháp.

## Dân số
| 1962                                            | 1968 | 1975 | 1982 | 1990 | 1999 | 2006 |
| ----------------------------------------------- | ---- | ---- | ---- | ---- | ---- | ---- |
| 608                                             | 614  | 760  | 919  | 1029 | 1035 | 1310 |
| Starting in 1962: Population without duplicates |      |      |      |      |      |      |